# Камистинський сільський округ (Жанібецький район)
Камисти́нський сільський округ (каз. Қамысты ауылдық округі, рос. Камыстынский сельский округ) — адміністративна одиниця у складі Жанібецького району Західноказахстанської області Казахстану. Адміністративний центр та єдиний населений пункт — село Камисти.
Населення — 1149 осіб (2021; 1464 у 2009, 1730 у 1999, 1950 у 1989).
Станом на 1989 рік існувала Камистинська сільська рада (села Камисти, Перше Мая). Село Бірінші-Май ліквідовано 2003 року.

## Склад
До складу округу входять такі населені пункти:
| Населений пункт   | Старі назви      | Населення, осіб (1989) | Населення, осіб (1999) | Населення, осіб (2009) | Населення, осіб (2021) |
| ----------------- | ---------------- | ---------------------- | ---------------------- | ---------------------- | ---------------------- |
| Камисти, село     | -                | 1641                   | 1631                   | 1464                   | 1149                   |
| Бірінші-Май, село | Перше Мая, 1 Мая | 309                    | 72                     | -                      | -                      |